# Берёзовский район (Красноярский край)
Берёзовский райо́н — административно-территориальная единица (район) и муниципальное образование (муниципальный район) в центральной части Красноярского края России.
Административный центр — посёлок городского типа Берёзовка.

## География
Район пригородного типа примыкает непосредственно к Красноярску. Расположен на правобережье Енисея. Пересекается Транссибирской магистралью и Московским трактом. Все поселения связаны транспортным сообщением с райцентром и Красноярском. Природа района исключительно разнообразна и живописна. В юго-западной части в отрогах Восточного Саяна расположен всемирно известный заповедник «Столбы». В районе расположена самая высокая вершина в окрестностях Красноярска — Чёрная сопка. Один из самых интересных массовых туристических маршрутов края пролегает по реке Мане. Широкая лесостепная долина Енисея ниже г. Красноярска изобилует сосновыми лесами (Есауловский бор). С севера подступает южная часть Енисейского кряжа с мелколиственными светлохвойными и темнохвойными лесами.
Площадь района — 4595 км², значительная часть занята производными вторичными березово-осиновыми лесами. Район находится в зоне индустриально-экономического воздействия Красноярска, и большая часть его земель требует особой охраны.
Сопредельные территории:
- север: Сухобузимский район
- восток: Рыбинский район
- юго-восток: Уярский район
- юг: Манский район
- юго-запад: Балахтинский район
- запад: Емельяновский район и город Красноярск

## История
В 1924-1936 годах территория Берёзовки входила в Красноярский район Сибирского края.
В 1930 году район входил в Восточно-Сибирский край.
В 1934 году район вошёл в Красноярский край.
В 1936-1963 годах существовал Советский район с центром в Берёзовке.
Однако в 1963 году Советский район был присоединён к Емельяновскому. Современный Берёзовский район образован 26 апреля 1983 года выделением из Емельяновского района.

## Население
| 1970    | 1979    | 1989    | 2002    | 2009    | 2010    | 2011    |
| ------- | ------- | ------- | ------- | ------- | ------- | ------- |
| 39 529  | ↘36 129 | ↗40 294 | ↘37 821 | ↗38 826 | ↘37 868 | ↘37 771 |
| 2012    | 2013    | 2014    | 2015    | 2016    | 2017    | 2018    |
| ↗38 092 | ↗38 619 | ↗39 113 | ↗39 877 | ↗40 367 | ↗41 210 | ↗41 727 |
| 2019    | 2020    | 2021    |         |         |         |         |
| ↗42 088 | ↗42 701 | ↗43 090 |         |         |         |         |

### Урбанизация
В городских условиях (пгт Берёзовка) проживают  44,23 % населения района.

## Территориальное устройство
В рамках административно-территориального устройства район включает 6 административно-территориальных единиц: 1 посёлок городского типа и 5 сельсоветов.
В рамках муниципального устройства, в муниципальный район входят 6 муниципальных образований — 1 городское и 5 сельских поселений.:
| №        | Муниципальное образование | Административный центр | Количество населённых пунктов | Население | Площадь, км2 |
| -------- | ------------------------- | ---------------------- | ----------------------------- | --------- | ------------ |
| 1e-06    | Городские поселения       |                        |                               |           |              |
| 1        | посёлок Берёзовка         | пгт Берёзовка          | 1                             | ↘19 059   | 90,57        |
| 1.000002 | Сельские поселения        |                        |                               |           |              |
| 2        | Бархатовский сельсовет    | село Бархатово         | 3                             | ↗3250     | 96,24        |
| 3        | Вознесенский сельсовет    | село Вознесенка        | 4                             | ↗1770     | 477,46       |
| 4        | Есаульский сельсовет      | село Есаулово          | 6                             | ↗5498     | 666,89       |
| 5        | Зыковский сельсовет       | село Зыково            | 3                             | ↗8436     | 1113,13      |
| 6        | Маганский сельсовет       | село Маганск           | 9                             | ↘3446     | 1871,61      |

### Населённые пункты
В Берёзовском районе 26 населённых пунктов
| №  | Населённый пункт   | Тип     | Население | Муниципальное образование |
| -- | ------------------ | ------- | --------- | ------------------------- |
| 1  | Бархатово          | село    | ↘1513     | Бархатовский сельсовет    |
| 2  | Берёзовка          | пгт     | ↘19 059   | посёлок Берёзовка         |
| 3  | Берёзовский        | посёлок | ↗1339     | Маганский сельсовет       |
| 4  | Береть             | посёлок | ↘142      | Маганский сельсовет       |
| 5  | Брод               | посёлок | ↘47       | Маганский сельсовет       |
| 6  | Верхняя Базаиха    | посёлок | ↘209      | Маганский сельсовет       |
| 7  | Вознесенка         | село    | ↗1236     | Вознесенский сельсовет    |
| 8  | Ермолаево          | деревня | ↗439      | Есаульский сельсовет      |
| 9  | Ермолаевский Затон | посёлок | ↘775      | Есаульский сельсовет      |
| 10 | Есауловка          | посёлок | ↗170      | Есаульский сельсовет      |
| 11 | Есаулово           | село    | ↗1769     | Есаульский сельсовет      |
| 12 | Жистык             | посёлок | ↘7        | Маганский сельсовет       |
| 13 | Зыково             | село    | ↗5924     | Зыковский сельсовет       |
| 14 | Кедровый           | посёлок | ↘0        | Есаульский сельсовет      |
| 15 | Киндяково          | деревня | ↗608      | Бархатовский сельсовет    |
| 16 | Красная Сибирь     | деревня | 23        | Вознесенский сельсовет    |
| 17 | Кузнецово          | деревня | ↗294      | Зыковский сельсовет       |
| 18 | Лопатино           | деревня | ↘221      | Вознесенский сельсовет    |
| 19 | Лукино             | деревня | ↘210      | Зыковский сельсовет       |
| 20 | Маганск            | село    | ↘831      | Маганский сельсовет       |
| 21 | Маганский          | посёлок | ↘63       | Маганский сельсовет       |
| 22 | Малая Кускунка     | деревня | ↘30       | Вознесенский сельсовет    |
| 23 | Свищево            | деревня | ↘256      | Маганский сельсовет       |
| 24 | Терентьево         | деревня | ↘346      | Есаульский сельсовет      |
| 25 | Урман              | посёлок | ↘117      | Маганский сельсовет       |
| 26 | Челноково          | деревня | ↗412      | Бархатовский сельсовет    |

До 1994 года в состав района входили посёлки Додоново и Новый Путь (посёлок Новый Путь входил в состав Есаульского сельсовета), включённые в административно-территориальное подчинение администрации Железногорска Законом Красноярского края от 4 октября 1994 года № 3-51.
До 1999 года в состав района входил посёлок Манский, находившийся в подчинении рабочего посёлка Берёзовки, Законом Красноярского края от 22 января 1999 года № 5-274 он был передан в подчинение администрации Дивногорска.

## Местное самоуправление
Березовский районный Совет депутатов
Дата формирования: 14.03.2010
Срок полномочий: 5 лет
Состоит из 21 депутата.
Председатель
- Чистов Сергей Валентинович

Глава района
- с 2024 года — Мамедова Елена Валерьевна[26]

## Экономика
Основу экономики района составляет сельское хозяйство. Ведущими предприятиями районного агрокомплекса являются ОАО «Бархатовская птицефабрика» и СПК «Березовский», СПК «Зыковский», СПК «Есаульский», ГУП «Красноярское», ООО «Маганское». Кроме того, действуют около 200 фермерских хозяйств. К основным промышленным предприятиям района относятся ОАО "Ремзавод «Березовский», АО «Ермолаевская РЭБ», ООО «Березовская мебельная фабрика», ОАО «Красноярскполимер-керамика», OOO «Зыковский кирпичный завод», ОАО «Бетон», ООО «Березовский хлебозавод», фабрика «Нильс», ДОК «Енисей» и другие.
В районе также имеется мощное станционное хозяйство по обслуживанию железной дороги. А полезные ископаемые — известняки, граниты, гравий, песок, щебень — сыграли важную роль при строительстве плотины Красноярской ГЭС. Сейчас их добычей занимается ОАО «Литос».
Значительная часть жителей работает на предприятиях Красноярска. С другой стороны, для жителей города Березовский район — территория массового дачного хозяйства.

## СМИ
- Газета «Пригород» — общественно-политическая газета Берёзовского района Красноярского края[27].